# Demografia de Bangladesh

Evolução da população bengali(1960-2010)

O Bangladexe, ou Bangladesh, possuí uma população de mais de 160 milhões de habitantes e uma densidade demográfica de 1.093 hab./km².

## Dados demográficos
População Total: 161.356.039 habitantes, de acordo com a estimativa para 2018.
Grupos Étnicos: O principal grupo étnico é o bengali.
Religião: A população do país é majoritariamente muçulmana, cerca de 86,6% são adeptos ao Islão. Outra religião com grande representatividade no país é o Hinduísmo, representando aproximadamente 12,1% da população. O Budismo e o Cristianismo também se fazem presentes, com 0,6% e 0,4% de adeptos. Fiéis de outras religiões, agnósticos e ateus somam 0,3% da população.
Idioma: A língua oficial do país é o bengali, sendo falada por 98% da população. O inglês é utilizado como segunda língua, e, em especial na mídia e nas universidades.
IDH: 0,614 (médio).[carece de fontes?]
Alfabetização: A taxa de alfabetização do país é de 72,9%, sendo de  75,7% para os homens e de 70,09% para as mulheres.
Fecundidade: 2,55 filhos por mulher.
Expectativa de vida: 70 anos, tanto para os homens quanto para as mulheres.

## Evolução populacional

Mapa linguístico do Bangladesh.

Mapa da densidade demográfica do Bangladesh.

A seguinte tabela apresenta a população, divisão entre homens e mulheres e a densidade demográfica do Bangladesh desde 1960.
| Ano  | Densidade | Homens     | Mulheres   | População   |
| ---- | --------- | ---------- | ---------- | ----------- |
| 2018 | 1.093     | 81.334.254 | 80.021.785 | 161.356.039 |
| 2017 | 1.082     | 80.514.915 | 79.155.678 | 159.670.593 |
| 2016 | 1.070     | 79.686.442 | 78.284.398 | 157.970.840 |
| 2015 | 1.058     | 78.847.891 | 77.408.385 | 156.256.276 |
| 2014 | 1.047     | 77.993.405 | 76.526.762 | 154.520.167 |
| 2013 | 1.055     | 77.125.655 | 75.639.021 | 156.595.000 |
| 2012 | 1.042     | 76.261.766 | 74.746.041 | 154.695.000 |
| 2011 | 1.030     | 75.424.851 | 73.848.927 | 152.862.000 |
| 2010 | 1.018     | 74.628.185 | 72.947.245 | 151.125.000 |
| 2009 | 1.007     | 73.881.915 | 72.042.882 | 149.503.000 |
| 2008 | 997       | 73.172.023 | 71.132.144 | 147.970.000 |
| 2007 | 987       | 72.458.095 | 70.202.281 | 146.457.000 |
| 2006 | 976       | 71.684.752 | 69.236.415 | 144.869.000 |
| 2005 | 964       | 70.812.717 | 68.222.788 | 143.135.000 |
| 2004 | 951       | 69.828.751 | 67.157.681 | 141.235.000 |
| 2003 | 938       | 68.745.904 | 66.045.699 | 139.186.000 |
| 2002 | 923       | 67.583.980 | 64.894.106 | 137.006.000 |
| 2001 | 908       | 66.374.577 | 63.714.125 | 134.730.000 |
| 2000 | 892       | 65.142.624 | 62.515.230 | 132.383.000 |
| 1999 | 875       | 63.891.339 | 61.298.312 | 129.967.000 |
| 1998 | 859       | 62.618.327 | 60.064.488 | 127.479.000 |
| 1997 | 842       | 61.336.674 | 58.823.890 | 124.945.000 |
| 1996 | 824       | 60.061.107 | 57.588.825 | 122.401.000 |
| 1995 | 807       | 58.802.004 | 56.367.926 | 119.870.000 |
| 1994 | 791       | 57.568.866 | 55.168.817 | 117.369.000 |
| 1993 | 774       | 56.360.623 | 53.990.016 | 114.898.000 |
| 1992 | 757       | 55.163.791 | 52.819.913 | 112.431.000 |
| 1991 | 741       | 53.957.901 | 51.641.226 | 109.935.000 |
| 1990 | 723       | 52.729.191 | 50.442.765 | 107.386.000 |
| 1989 | 706       | 51.474.950 | 49.220.547 | 104.779.000 |
| 1988 | 688       | 50.203.629 | 47.982.721 | 102.133.000 |
| 1987 | 670       | 48.926.159 | 46.745.004 | 99.477.000  |
| 1986 | 652       | 47.658.234 | 45.529.369 | 96.852.000  |
| 1985 | 635       | 46.412.308 | 44.351.875 | 94.288.000  |
| 1984 | 618       | 45.194.901 | 43.221.620 | 91.804.000  |
| 1983 | 602       | 44.006.789 | 42.135.706 | 89.400.000  |
| 1982 | 586       | 42.848.189 | 41.083.938 | 87.061.000  |
| 1981 | 571       | 41.717.297 | 40.050.218 | 84.764.000  |
| 1980 | 556       | 40.614.757 | 39.024.734 | 82.498.000  |
| 1979 | 522       | 39.532.607 | 37.996.438 | 77.529.045  |
| 1978 | 508       | 38.476.473 | 36.973.559 | 75.450.032  |
| 1977 | 495       | 37.475.746 | 35.987.838 | 73.463.584  |
| 1976 | 483       | 36.569.486 | 35.082.895 | 71.652.381  |
| 1975 | 472       | 35.780.632 | 34.285.669 | 70.066.301  |
| 1974 | 463       | 35.127.937 | 33.614.296 | 68.742.233  |
| 1973 | 456       | 34.589.921 | 33.047.609 | 67.637.530  |
| 1972 | 449       | 34.100.196 | 32.525.509 | 66.625.705  |
| 1971 | 441       | 33.567.130 | 31.964.503 | 65.531.633  |
| 1970 | 433       | 32.926.463 | 31.306.019 | 64.232.482  |
| 1969 | 422       | 32.152.346 | 30.527.419 | 62.679.765  |
| 1968 | 410       | 31.268.047 | 29.650.407 | 60.918.454  |
| 1967 | 398       | 30.318.928 | 28.715.321 | 59.034.249  |
| 1966 | 385       | 29.374.056 | 27.783.598 | 57.157.654  |
| 1965 | 373       | 28.484.396 | 26.900.716 | 55.385.112  |
| 1964 | 362       | 27.663.368 | 26.078.348 | 53.741.716  |
| 1963 | 352       | 26.897.225 | 25.304.782 | 52.202.007  |
| 1962 | 342       | 26.177.625 | 24.574.532 | 50.752.157  |
| 1961 | 332       | 25.487.692 | 23.875.151 | 49.362.843  |
| 1960 | 321       | 24.815.614 | 23.197.890 | 48.013.504  |

## Pirâmide etária

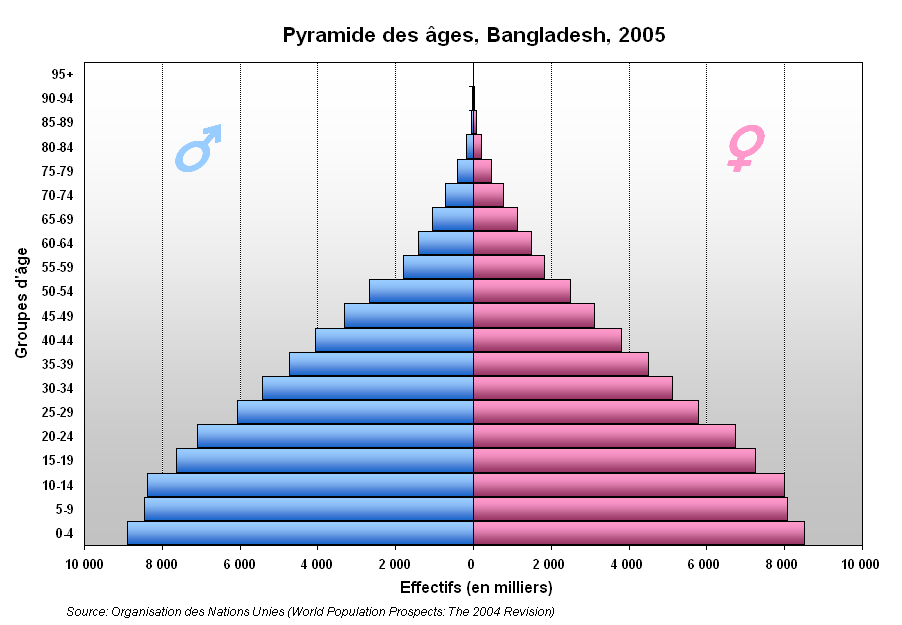
Pirâmide etária de Bangladesh (2005)

Desde a segunda metade do século XX, em especial a partir dos anos 80, o Bangladesh passa por um grande aumento populacional.
| Faixa etária | % da população |
| ------------ | -------------- |
| 0-14         | 34%            |
| 15-64        | 61%            |
| 65 ou +      | 5%             |

## Urbanização
Historicamente a população bengali esteve concentrada na zona rural. a população urbana, porém está aumentando, com a ascensão de grandes centros urbanos.
| Ano  | População urbana | População rural |
| ---- | ---------------- | --------------- |
| 1901 | 2%               | 98%             |
| 1961 | 5%               | 95%             |
| 1981 | 16%              | 84%             |
| 1991 | 20%              | 80%             |
| 2001 | 23%              | 77%             |
| 2011 | 28%              | 72%             |

## Maiores cidades
A alta densidade demográfica do país possibilita a formação de grandes conurbações. Os principais centros econômicos e políticos do país são Chatigão e a capital Daca.